# 파타콘
파타콘(스페인어: patacón, 복수: patacones 파타코네스[*]) 또는 토스톤(스페인어: tostón, 복수: tostones 토스토네스[*])은 라틴 아메리카의 플랜테인 튀김 요리이다. 익지 않은 풋플랜테인을 사용한다.

## 이름
- 과테말라: 토스톤(tostón), 파타콘(patacón)
- 니카라과: 토스톤(tostón)
- 도미니카 공화국: 토스톤(tostón), 프리토 베르데(frito verde), 플라타노 프리토(platano frito)
- 베네수엘라: 토스톤(tostón), 파타콘(patacón)
- 볼리비아: 치필로(chipilo), 포스트레 베르데 토스타도(postre verde tostado)
- 아이티: 바난 페제(bannann peze)
- 에콰도르: 파타콘(patacón)
- 온두라스: 파타콘(patacón), 토스톤(tostón), 타하다(tajada)
- 코스타리카: 파타콘(patacón)
- 콜롬비아: 파타콘(patacón), 토스타다 데 플라타노(tostada de plátano)
- 쿠바: 토스톤(tostón), 타치노(tachino), 차티노(chatino)
- 파나마: 파타콘(patacón)
- 페루: 파타콘(patacón)
- 푸에르토리코: 토스톤(tostón)

## 같이 보기
- 타하다
- 피상 고렝